# Asun Fernández de Garaialde
María Asunción Fernández de Garayalde-Lazcano y Sala  (Alsasua, Navarra, 1969) es una médica y política española de ideología independentista vasca, parlamentaria navarra por Aralar desde el año 2007. 

## Trayectoria política
Miembro de Aralar desde el año 2002.
Tras las elecciones municipales del año 2003, se convirtió en alcaldesa de Alsasua por esa misma formación, permaneciendo en el cargo hasta 2007.
En las elecciones al Parlamento de Navarra de 2007 fue elegida parlamentaria navarra por la coalición Nafarroa Bai y como componente de Aralar en sus listas.
En las elecciones municipales y forales de 2011 fue reelegida como parlamentaria navarra y elegida concejala de Alsasua de nuevo por la coalición Nafarroa Bai y como componente de Aralar en sus listas.
Tras el V Congreso de Aralar, el 17 de diciembre de 2011 tuvo lugar la Conferencia Política de Aralar en Navarra, donde fue elegida coordinadora de la formación en Navarra por el 92,85 % de los asistentes, tomando así el relevo al anterior coordinador Txentxo Jiménez.
En 2012, a raíz de ciertos sucesos en el Parlamento promovidos a su vez por una escisión en el pleno munucipal de Pamplona, Aralar se separará de Nafarroa Bai y comenzará a trabajar con Bildu de cara a una presentación conjunta para las elecciones parlamentarias de 2015, que finalmente se materializaría en la coalición Euskal Herria Bildu para todas las citas electorales.
En los comicios de 2015, Asun Fernández de Garaialde se presentó por EH Bildu y obtuvo acta de diputada que revalidó por tercera vez consecutiva. Al final de la IX legislatura, se despidió de sus colegas del Parlamento en un discurso algo crítico con su formación.
En las elecciones forales de 2019 aún estuvo presentó en la lista de EH Bildu al Parlamento, aunque en la decimoséptima posición, por lo que los siete escaños que consiguió la coalición no fueron suficientes para que Asun consiguiese acta de diputada.